# کارکسب
کارکسب یکی از پادکست‌های فارسی‌زبان در زمینهٔ کسب‌وکار است که به‌صورت گفت‌وگومحور منتشر می‌شود و در هر قسمت به بررسی یکی از مسائل محیط کار از دیدگاه فعالان تأثیرگذار در اکوسیستم کسب‌وکار ایران می‌پردازد. در این پادکست موضوعاتی همچون تیم‌سازی، تبلیغات، مدیریت مالی، تجربهٔ کاربری (یوای-یوایکس)، توسعهٔ محصول، برندسازی و مدیریت ریسک نقد و تحلیل می‌شوند. این پادکست از طریق وبگاه رسمی و نیز بر روی پلتفرم‌های پخش پادکست فارسی و بین‌المللی در دسترس است.

## تاریخچه
این پادکست اولین بار در پاییز ۱۳۹۹ منتشر شد و هر دو هفته یک‌بار منتشر می‌شود. به‌طور جداگانه، مصاحبه‌های مهمانان در مجموعه‌ای نوشتاری تحت عنوان کارکسب‌نامه گردآوری شده است.

## ساختار و محتوا
قسمت‌های کارکسب معمولاً با روایت داستان شخصی مهمان آغاز می‌شوند و سپس گفت‌وگو به موضوع اصلی آن قسمت هدایت می‌شود. موضوعات مطرح‌شده در این پادکست شامل چالش‌های اجرایی و کاربردی در محیط کار مانند تیم‌سازی، توسعهٔ محصول، طراحی تجربهٔ کاربری، مدیریت مالی، تبلیغات، برندسازی، مدیریت ریسک و موارد مشابه است. رویکرد پادکست تمرکز بر تجربه‌های واقعی و درس‌آموخته‌های عملی است. این پادکست از چهار فصل اصلی و نیز فصول فرعی (با نام‌های سیم جین و روز یک) تشکیل شده است. هر فصل از این پادکست شامل ۱۲ قسمت است و زمان هر قسمت معمولاً کمتر از یک ساعت است.

## فهرست قسمت‌ها
| شماره قسمت | نام                                    | فصل     | تاریخ انتشار    |
| ---------- | -------------------------------------- | ------- | --------------- |
| ۰          | داستان کارکسب                          | اول     | ۲۳ سپتامبر ۲۰۲۰ |
| ۱          | توسعهٔ کسب‌وکار                          | اول     | ۴ اکتبر ۲۰۲۰    |
| ۲          | تولید محتوا                            | اول     | ۲۰ اکتبر ۲۰۲۰   |
| ۳          | کارآفرینی                              | اول     | ۵ نوامبر ۲۰۲۰   |
| ۴          | فروش                                   | اول     | ۲۲ نوامبر ۲۰۲۰  |
| ۵          | هویت گرافیکی                           | اول     | ۱۰ دسامبر ۲۰۲۰  |
| ۶          | بازاریابی                              | اول     | ۲۵ دسامبر ۲۰۲۰  |
| ۷          | رشد مقیاس‌پذیر                          | اول     | ۸ ژانویه ۲۰۲۱   |
| ۸          | مدیریت ریسک                            | اول     | ۲۳ ژانویه ۲۰۲۱  |
| ۹          | مدیریت پروژه                           | اول     | ۵ فوریه ۲۰۲۱    |
| ۱۰         | برندسازی                               | اول     | ۱۹ فوریه ۲۰۲۱   |
| ۱۱         | تولید                                  | اول     | ۵ مارس ۲۰۲۱     |
| ۱۲         | ای آر پی                               | اول     | ۲۴ مارس ۲۰۲۱    |
| جیم سین ۰  | داستان جیم سین                         | جیم سین | ۱۵ مه ۲۰۲۱      |
| جیم سین ۱  |                                        | جیم سین |                 |
| جیم سین ۲  | تولید محتوا                            | جیم سین | ۲۷ مه ۲۰۲۱      |
| جیم سین ۳  | هویت بصری                              | جیم سین | ۳ ژوئن ۲۰۲۱     |
| جیم سین ۴  | کارآفرینی                              | جیم سین | ۱۰ ژوئن ۲۰۲۱    |
| جیم سین ۵  | مدیریت پروژه                           | جیم سین | ۱۷ ژوئن ۲۰۲۱    |
| جیم سین ۶  | مدیریت ریسک                            | جیم سین | ۲۴ ژوئن ۲۰۲۱    |
| جیم سین ۷  | رشد مقیاس‌پذیر                          | جیم سین | ۸ ژوئیه ۲۰۲۱    |
| جیم سین ۸  | برندسازی                               | جیم سین | ۱۵ ژوئیه ۲۰۲۱   |
| جیم سین ۹  | ای آر پی                               | جیم سین | ۲۲ ژوئیه ۲۰۲۱   |
| جیم سین ۱۰ | توسعهٔ کسب‌وکار                          | جیم سین | ۲۹ ژوئیه ۲۰۲۱   |
| جیم سین ۱۱ | تولید                                  | جیم سین | ۵ اوت ۲۰۲۱      |
| جیم سین ۱۲ | فروش                                   | جیم سین | ۱۲ اوت ۲۰۲۱     |
| ۱۳         | منابع انسانی                           | دوم     | ۱۶ اکتبر ۲۰۲۱   |
| ۱۴         | تیم و تیم‌سازی                          | دوم     | ۳۰ اکتبر ۲۰۲۱   |
| ۱۵         | تجاری‌سازی                              | دوم     | ۱۳ نوامبر ۲۰۲۱  |
| ۱۶         | توسعهٔ محصول                            | دوم     | ۲۷ نوامبر ۲۰۲۱  |
| ۱۷         | روابط عمومی                            | دوم     | ۱۱ دسامبر ۲۰۲۱  |
| ۱۸         | اچ اس پی                               | دوم     | ۲۵ دسامبر ۲۰۲۱  |
| ۱۹         | یوآی/یوایکس                            | دوم     | ۸ ژانویه ۲۰۲۲   |
| ۲۰         | مدیریت مالی                            | دوم     | ۲۲ ژانویه ۲۰۲۲  |
| ۲۱         | تحول دیجیتال                           | دوم     | ۵ فوریه ۲۰۲۲    |
| ۲۲         | داشبورد مدیریتی                        | دوم     | ۱۹ فوریه ۲۰۲۲   |
| ۲۳         | کسب‌وکار اجتماعی                        | دوم     | ۳ مارس ۲۰۲۲     |
| ۲۴         | توسعهٔ بازار                            | دوم     | ۴ آوریل ۲۰۲۲    |
| ۲۵         | معلولیت و توسعهٔ کسب‌وکارها              | دوم     | ۸ مه ۲۰۲۲       |
| جیم سین ۱۳ | منابع انسانی                           | جیم سین | ۱۵ ژوئن ۲۰۲۲    |
| جیم سین ۱۴ | تیم‌سازی                                | جیم سین | ۲۹ ژوئن ۲۰۲۲    |
| جیم سین ۱۵ | تجاری‌سازی                              | جیم سین | ۱۴ ژوئیه ۲۰۲۲   |
| جیم سین ۱۶ | توسعهٔ محصول                            | جیم سین | ۲۷ ژوئیه ۲۰۲۲   |
| جیم سین ۱۷ | روابط عمومی                            | جیم سین | ۱۱ اوت ۲۰۲۲     |
| جیم سین ۱۸ | اچ اس ای                               | جیم سین | ۱۸ اوت ۲۰۲۲     |
| جیم سین ۱۹ | مدیریت مالی                            | جیم سین | ۷ سپتامبر ۲۰۲۲  |
| جیم سین ۲۰ | تحول دیجیتال                           | جیم سین | ۷ سپتامبر ۲۰۲۲  |
| جیم سین ۲۱ | داشبورد مدیریتی                        | جیم سین | ۲۸ اکتبر ۲۰۲۳   |
| جیم سین ۲۲ | کسب‌وکار اجتماعی                        | جیم سین | ۲۲ نوامبر ۲۰۲۳  |
| ۰          | شروع دوباره                            | سوم     | ۶ اوت ۲۰۲۳      |
| ۲۶         | سواد رسانه‌ای و صدای زنان               | سوم     | ۲۱ اوت ۲۰۲۳     |
| ۲۷         | تاثیر آموزش و نقش زنان در توسعه        | سوم     | ۵ سپتامبر ۲۰۲۳  |
| ۲۸         | کارآفرینی اجتماعی و اقتصاد آسیب‌پذیر    | سوم     | ۱۹ سپتامبر ۲۰۲۳ |
| ۲۹         | مدیریت انگیزه                          | سوم     | ۴ اکتبر ۲۰۲۳    |
| ۳۰         | توسعهٔ پایدار                           | سوم     | ۱۷ اکتبر ۲۰۲۳   |
| ۳۱         | فروش و تفاوت کسب‌وکار و سازمان مردم‌نهاد | سوم     | ۱ نوامبر ۲۰۲۳   |
| ۳۲         | فرهنگِ ساختن فرهنگ                      | سوم     | ۱۶ نوامبر ۲۰۲۳  |
| ۳۳         | شبکه‌سازی                               | سوم     | ۲۹ نوامبر ۲۰۲۳  |
| ۳۴         | امنیت سامانه‌ها                         | سوم     | ۱۴ دسامبر ۲۰۲۳  |
| ۳۵         | حرفه‌ای‌گری                              | سوم     | ۳۰ دسامبر ۲۰۲۳  |
| ۳۶         | چالش‌های زنان                           | سوم     | ۱۰ ژانویه ۲۰۲۴  |
| ۳۷         | مدیریت انرژی در برابر زمان             | سوم     | ۲۸ فوریه ۲۰۲۴   |
| ۰          | قسمت صفر فصل چهارم                     | چهارم   | ۱۲ اکتبر ۲۰۲۴   |
| ۳۸         | تجربهٔ مشتری                            | چهارم   | ۲۰ اکتبر ۲۰۲۴   |
| ۳۹         | تجربهٔ شروع کسب‌وکار و کارآفرینی         | چهارم   | ۲ نوامبر ۲۰۲۴   |
| ۴۰         | تحلیل داده                             | چهارم   | ۲۰ نوامبر ۲۰۲۴  |
| ۴۱         | روابط عمومی مدرن                       | چهارم   | ۸ دسامبر ۲۰۲۴   |
| ۴۲         | تاثیر سبک زندگی بر سلامت               | چهارم   | ۵ ژانویه ۲۰۲۵   |
| ۴۳         | او کی آر                               | چهارم   | ۱۹ ژانویه ۲۰۲۵  |
| ۴۴         | چشم‌انداز                               | چهارم   | ۲ فوریه ۲۰۲۵    |
| ۴۵         | کارآفرینی اجتماعی                      | چهارم   | ۸ مارس ۲۰۲۵     |
| ۴۶         | مالکیت معنوی و مدیریت تولید محتوا      | چهارم   | ۱۶ مارس ۲۰۲۵    |
| ۴۷         | کسب‌وکار بین‌الملل                       | چهارم   | ۶ آوریل ۲۰۲۵    |
| ۱          | ایسمینار                               | روز یک  | ۱۲ مارس ۲۰۲۵    |
| ۲          | ایووک                                  | روز یک  | ۱۴ آوریل ۲۰۲۵   |
| ۳          | ویپان                                  | روز یک  | ۲۷ آوریل ۲۰۲۵   |
| ۴          | موزکوین                                | روز یک  | ۱۲ مه ۲۰۲۵      |
| ۵          | دوزبین                                 | روز یک  | ۲۶ مه ۲۰۲۵      |
| ۶          | یارا ۷۲۴                               | روز یک  | ۱۰ ژوئن ۲۰۲۵    |